# RV Oceanus
Az RV Oceanus a National Science Foundation (korábban a Woods Hole-i Óceántani Kutatóintézet)  tulajdonában álló, az Oregoni Állami Egyetem Óceán- és Légkörtani Főiskolája által üzemben tartott kutatóhajó, amely az Egyetemi-Országos Óceántani Laboratóriumi Hálózat flottájába tartozik. Honi kikötője az Amerikai Egyesült Államok Oregon államának Newport városában található Hatfield Tengertudományi Központ. A 960 tonna vízkiszorítású járművet 1976 áprilisában bocsátották vízre. 2011 novemberében leállították volna, de helyette az egyetemnek adták.
2012. január 25-én indult el és február 21-én érkezett Newportba a selejtezett RV Wecoma helyett, amíg a National Science Foundation három hasonló hajója nem készül el; az elsőt RCRV Taani hívják. A John W. Gilbert Associates által tervezett járművet a wisconsini Peterson Builders építette. A 2200 kilowatt teljesítményű motor 20 kilométer per óra sebességgel maximum hétezer tengeri mérföldet (13 ezer kilométert) képes megtenni. Laboratóriumi területe 110,1 négyzetméter. 12 fős civil legénysége mellett 19 kutatót tud szállítani.
A Woods Hole-i Óceántani Kutatóintézet a hajót „az észak-atlanti igáslónak” nevezte, amit számtalanszor használtak a Golf-áramlatnál.

## Fordítás
- Ez a szócikk részben vagy egészben  a   RV Oceanus című angol Wikipédia-szócikk ezen változatának fordításán alapul.  Az eredeti cikk szerkesztőit annak laptörténete sorolja fel. Ez a jelzés csupán a megfogalmazás eredetét és a szerzői jogokat jelzi, nem szolgál a cikkben szereplő információk forrásmegjelöléseként.